# Unfallverhütungsvorschriften

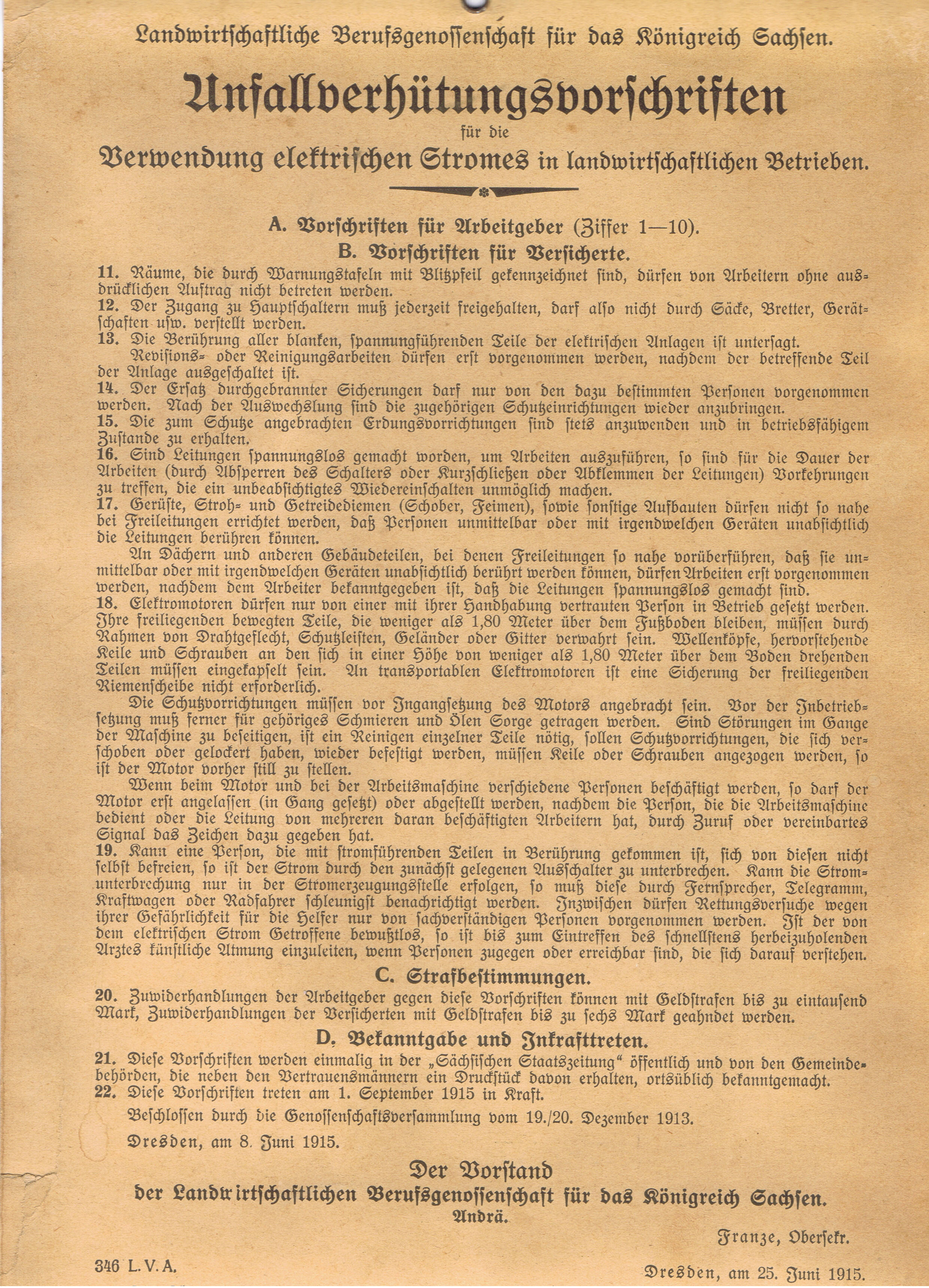
Unfallverhütungsvorschrift für die Verwendung elektrischen Stromes in landwirtschaftlichen Betrieben im Königreich Sachsen (25. Juni 1915)

Die Unfallverhütungsvorschriften (UVV) stellen die für jedes Unternehmen und jeden Versicherten der gesetzlichen Unfallversicherung verbindlichen Pflichten bezüglich Arbeitssicherheit und Gesundheitsschutz am Arbeitsplatz dar.

## Unfallverhütungsvorschriften in Deutschland

### Arten von UVV
In Deutschland erlassen nach § 15 des Siebten Buches Sozialgesetzbuch (SGB VII) die Berufsgenossenschaften als Träger der gesetzlichen Unfallversicherung die Vorschriften der gesetzlichen Unfallversicherung (DGUV-Vorschriften), die vom Bundesministerium für Arbeit und Soziales als Fachaufsicht genehmigt werden müssen. Früher wurden die Vorschriften der Berufsgenossenschaften BG-Vorschriften (BGV), die Vorschriften der Unfallversicherungsträger der öffentlichen Hand (Unfallkassen) GUV-Vorschriften (GUV-V), die Unfallverhütungsvorschriften der Landwirtschaftlichen Berufsgenossenschaft (Teil der Sozialversicherung für Landwirtschaft, Forsten und Gartenbau) als Vorschriften für Sicherheit und Gesundheitsschutz (VSG) bezeichnet. Diese Bezeichnungen wurden ersetzt, häufig sind die zugehörigen Vorschriften aber nur etikettiert worden, so dass auf den aktuellen Ausdrucken (bzw. pdf-Dateien) noch die alten Bezeichnungen zu finden sind.

### Inhalte von UVV
Die Unfallversicherungsträger erlassen als autonomes Recht Unfallverhütungsvorschriften über
1. Einrichtungen, Anordnungen und Maßnahmen, welche die Unternehmer zur Verhütung von Arbeitsunfällen, Berufskrankheiten und arbeitsbedingten Gesundheitsgefahren zu treffen haben, sowie die Form der Übertragung dieser Aufgaben auf andere Personen,
2. das Verhalten der Versicherten zur Verhütung von Arbeitsunfällen, Berufskrankheiten und arbeitsbedingten Gesundheitsgefahren,
3. vom Unternehmer zu veranlassende arbeitsmedizinische Untersuchungen und sonstige arbeitsmedizinische Maßnahmen vor, während und nach der Verrichtung von Arbeiten, die für Versicherte oder für Dritte mit arbeitsbedingten Gefahren für Leben und Gesundheit verbunden sind,
4. Voraussetzungen, die der Arzt, der mit Untersuchungen oder Maßnahmen nach Nummer 3 beauftragt ist, zu erfüllen hat, sofern die ärztliche Untersuchung nicht durch eine staatliche Rechtsvorschrift vorgesehen ist,
5. die Sicherstellung einer wirksamen Ersten Hilfe durch den Unternehmer,
6. die Maßnahmen, die der Unternehmer zur Erfüllung der sich aus dem Gesetz über Betriebsärzte, Sicherheitsingenieure und andere Fachkräfte für Arbeitssicherheit ergebenden Pflichten zu treffen hat,
7. die Zahl der Sicherheitsbeauftragten, die nach § 22 SGB VII unter Berücksichtigung der in den Unternehmen für Leben und Gesundheit der Versicherten bestehenden arbeitsbedingten Gefahren und der Zahl der Beschäftigten zu bestellen sind.

Unfallverhütungsvorschriften sind für die Mitgliedsunternehmen der Unfallversicherungsträger verbindlich. Ein Verstoß gegen sie kann in bestimmten Fällen mit einer Geldbuße geahndet werden (§ 209 SGB VII).

### Geschichte
Bereits das erste Unfallversicherungsgesetz von 1884 ermächtigte die Berufsgenossenschaften, verbindliche Unfallverhütungsvorschriften zu erlassen und deren Befolgung durch sogenannte „Beauftragte“ (später „Technische Aufsichtsbeamte“) kontrollieren zu lassen. Ab 1900 waren die Berufsgenossenschaften zur Ausarbeitung von Unfallverhütungsvorschriften verpflichtet.
Beim Militär der Neuzeit wurden schon früh schriftliche Anweisungen in Vorschriften erlassen, um Unfälle zu vermeiden. Dies geschah aus der Erkenntnis, dass Unfälle die Einsatzbereitschaft genauso gefährden, wie Verletzungen die bei Kampfhandlungen entstehen können. Beispielsweise wurden für den Betrieb von Feldbäckereien detaillierte Betriebsanweisungen für die Nutzung von Teigknetwagen bei Versorgungsfahrzeugen in Heeresdienstvorschriften festgehalten.

### Weitere Regelwerke
Zudem erlassen die Träger der gesetzlichen Unfallversicherung Regeln, Informationen und Grundsätze.
Diese werden als
- Berufsgenossenschaftliche Regeln (DGUV-Regeln früher BGR / GUVR)
- Berufsgenossenschaftliche Informationen (DGUV-Informationen früher BGI / GUVI)
- Berufsgenossenschaftliche Grundsätze (DGUV-Grundsätze früher BGG / GUVG)

bezeichnet.
Die DGUV-Regeln und DGUV-Informationen stehen nicht im Rang einer Verordnung, gehören aber zum Stand der Technik. Sie konkretisieren die in den UVVen definierten Schutzziele und geben Hinweise wie sie erreicht werden können. Sie können bei der Gefährdungsbeurteilung (Risikobetrachtung) als Entscheidungsgrundlage herangezogen werden (Spielraum des Arbeitgebers).
Die DGUV-Grundsätze beschreiben Prüfverfahren und arbeitsmedizinische Vorsorgeuntersuchungen. Die Inhalte sind für die jeweiligen Messungen oder Untersuchungen als verbindlich anzusehen.
Weiter gibt es Technisches Regelwerk zur Konkretisierung und Ausfüllung von rechtsverbindlichen Forderungen, sogenanntes untergesetzliches Regelwerk.
| Tech. Regel      | Bezeichnung                             | Rechtsgrundlage |
| ---------------- | --------------------------------------- | --------------- |
| TRBS             | TR für Betriebssicherheit               | BetrSichV       |
| TRGS             | TR für Gefahrstoffe                     | GefStoffV       |
| TRBA             | TR für biologische Arbeitsstoffe        | BioStoffV       |
| ASR              | TR für Arbeitsstätten                   | ArbStättV       |
| RAB              | Regeln zum Arbeitsschutz auf Baustellen | BauStellV       |
| SprengLR         | Sprengstoff Lagerrichtlinien            | 2.SprengV       |
| DGUV Regel       | Berufsgenossenschaftliche Regel         | SGB VII         |
| DGUV Information | Berufsgenossenschaftliche Information   | SGB VII         |
| DGUV Grundsatz   | Berufsgenossenschaftlicher Grundsatz    | SGB VII         |

Diese technischen Regelwerke werden erarbeitet durch
- private Institutionen, z. B. Deutsches Institut für Normung
- öffentlich-rechtliche /beratende Ausschüsse, z. B. Ausschuss für Gefahrstoffe
- Unfallversicherungsträger, z. B. Berufsgenossenschaften

Gemeinsam ist den Regelwerken, dass sie rechtlich nicht unmittelbar verbindlich sind, sondern Hinweise für Gestaltungslösungen geben. Die Anwendung der Regeln löst Vermutungswirkung aus.

## Europa
In Europa werden seit Ende der 1980er Jahre von der Europäischen Kommission Richtlinien erlassen, die Mindeststandards in Europa definieren. Mitgliedstaaten müssen diese Richtlinien innerhalb bestimmter Fristen in nationales (Arbeitsschutz)Recht umsetzen, dürfen dabei aber die Mindestanforderungen nicht unterschreiten.
Maßgebliche Richtlinie ist dabei die EU-Rahmenrichtlinie 89/391/EWG über die Durchführung von Maßnahmen zur Verbesserung der Sicherheit und des Gesundheitsschutzes der Arbeitnehmer bei der Arbeit in Verbindung mit der Richtlinie 2007/30/EG des Europäischen Parlaments und des Rates vom 20. Juni 2007 zur Änderung der Richtlinie 89/391/EWG des Rates und ihrer Einzelrichtlinien.

## International
UVV sind für in Deutschland versicherte Arbeitnehmer auch im Ausland anwendbar. Hier gilt die sogenannte Entsendungswirkung. Da die Berufsgenossenschaft Unfälle von in Deutschland Versicherten regeln oder entschädigen muss, gelten auch für im Ausland tätige Arbeitnehmer immer mindestens die deutschen Unfallverhütungsvorschriften, wenn nicht die Arbeitsschutzvorschriften im jeweiligen Land höherwertig sind.
Weltweit gleichen sich die Unfallverhütungsvorschriften nach und nach an.
Vor allem global agierende Unternehmen, die sich nach ISO 45001 zertifizieren lassen, gleichen ihre Arbeitssicherheitsstandards an internationale Vorgaben an. Dabei haben derzeit die Commonwealth-Länder und Nordamerika aufgrund ihrer straf- und zivilrechtlichen Gesetzgebung die höchsten Anforderungen.